# Ising-model
Het Ising-model is een theoretisch model uit de statistische mechanica dat een ferromagnetisch systeem modelleert. Zo'n systeem bestaat uit magnetische dipolen waarvan de spin ofwel opwaarts ofwel neerwaarts gericht is. In het model wordt dit voorgesteld door componenten die zich in twee discrete toestanden kunnen bevinden (+1 of -1).  
Het Ising-model werd bedacht door de fysicus Wilhelm Lenz. Aan Ernst Ising, een van zijn studenten, gaf hij de opdracht om te onderzoeken of een faseovergang mogelijk is in een eendimensionaal model. Dit bleek niet het geval. Als het model twee of meer dimensies bevat, kan wel een faseovergang optreden.